# Ascenso de savia
El ascenso de savia es el movimiento hacia arriba de agua con minerales disueltos; el movimiento de la savia comienza desde la tierra, a las raíces (pelos radicales) y de ahí a la región foliar a través del tallo.
La savia contiene trazas de sustancias orgánicas (aminoácidos, azúcares, etc.). Cuando la savia se mueve a través del xilema se denomina savia de xilema. La dirección de la translocación de la savia es normalmente hacia arriba; pero bajo ciertas condiciones puede ser hacia abajo, como en algunas plantas en suelo seco, en las que el agua que se condensa sobre la superficie de las hojas durante las neblinas, puede ser absorbida mediante los estomas y llevada a través de los elementos de conducción de agua del xilema a las diversas partes de la planta, e incluso a las raíces.
El agua se mueve hacia cualquier locación donde el potencial hídrico sea bajo, es decir, regiones en donde la concentración de soluto se incrementa o donde se elimina agua (por ejemplo donde hay transpiración).
La tasa de ascenso de agua es alta en las lianas, seguidas de las plantas de las cuales se alimentan los herbívoros y de árboles caducifolios. La menor tasa se presenta en las coníferas perennifolias.[1] por qué lo único que importa es la savia bruta que consiste en la parte superior

## Mecanismos de ascenso
Desde el siglo XVIII se han propuesto distintas teorías para explicar el ascenso de agua. Las teorías que explican los mecanismos de ascenso se clasifican en: teorías vitales y teorías físicas.

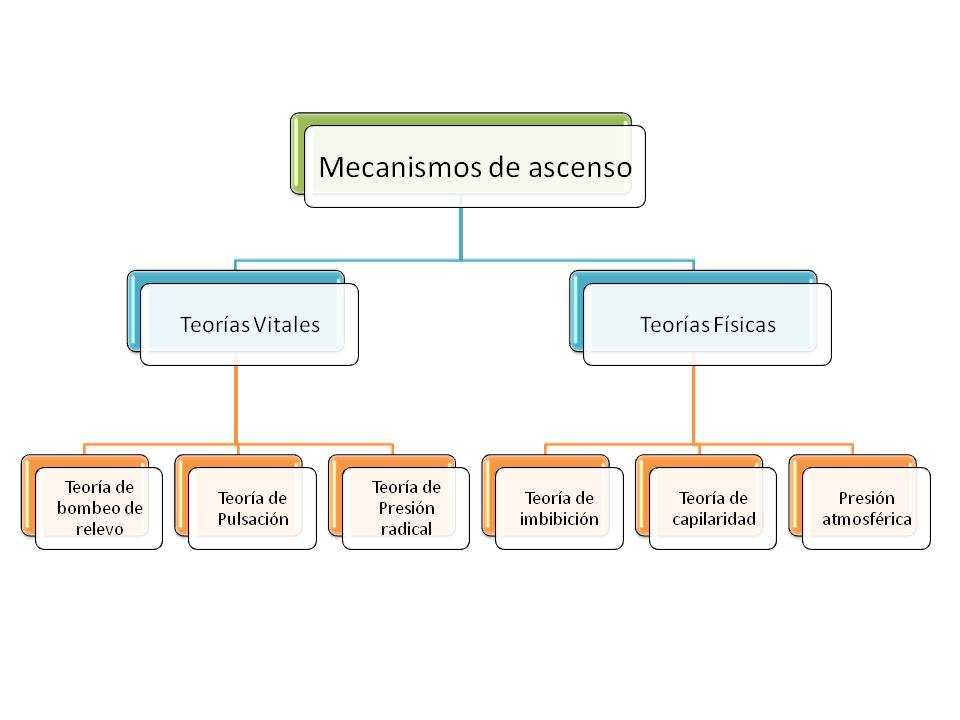
Clasificación de mecanismos de ascenso (Sinha, 2004)

## Teorías vitales
Señalan que el ascenso de savia (agua) es ocasionado por la actividad de las células vivas, en particular de las del tallo.

### Teoría de bombeo de relevo
Fue propuesta por Godlewski en 1884 y apoyada por Janse en 1887. De acuerdo a Godlewski, el movimiento hacia arriba del agua se debe a la actividad de bombeo de las células vivas del parénquima del xilema de la madera y de los radios medulares. La actividad de bombeo se produce por los cambios rítmicos en la presión osmótica de las células vivas del xilema (por ejemplo, cuando la P.O. de las células vivas del xilema se incrementa, el agua de los vasos del borde, que actúan como reservorio de agua, se difundirá dentro de él por ósmosis).
El agua sube en estas células debido a la presión atmosférica. La presión osmótica cae con el tiempo y como resultado el agua es vertida nuevamente en el elemento del xilema, en un nivel superior que aquel del cual se extrajo. Se produce un movimiento del agua tipo escalera, en el que actúan la presión atmosférica y la presión osmótica de las células del parénquima. 
La objeción a esta teoría consiste en que la estructura de la madera no la apoya; pues si el parénquima del xilema realizara alguna actividad de bombeo, las células deberían estar situadas entre dos elementos del xilema y no a los lados de los vasos, como en realidad ocurre.

### Teoría de pulsación
Fue propuesta por Sir J. C. Bose en 1923. Él observó la actividad pulsante en las células de la corteza interna, que se encuentran fuera de la endodermi, de Desmodium sp. 
Las células vivas (pulsantes) absorben el agua del exterior y la bombean a las células corticales internas superiores. La contracción y expansión alternadas de las células ocasionan el bombeo de agua de célula a célula con dirección hacia arriba. Cuando la célula se expande, absorbe agua de la célula inferior y cuando se contrae, la bombea a la célula inmediata superior. Los vasos del xilema actúan como reservorio.
Objeciones:
- Bose falló al correlacionar la actividad pulsante con el ascenso de savia
- La actividad pulsante no se observó en todas las plantas.
- Según Benedict en 1927, la tasa de flujo de savia es de 8000 a 30000 veces más rápida de lo que sería posible bajo la teoría de Bose cuando la transpiración es máxima

### Teoría dePresión radical
Fue observada por primera vez por Stephen Hales en 1727. 
Stocking (1956) consideraba a la presión radical un proceso activo, y la definía como: "la presión que se desarrolla en las traqueidas del xilema como resultado de la actividad metabólica de las raíces".
Objeciones:
- Según esta teoría, la savia se eleva hasta 2 atm (21m), pero para árboles como la sequoia, metasequoia y eucalipto se requieren 20atm (alrededor de 400m).
- Strasburger observó ascenso en plantas en la que se eliminaron raíces.
- La presión radical se encuentra ausente o crea poca presión en plantas de clima templado, donde se presentan las gimnospermas más altas del mundo.
- La presión no se observa en raíces inmersas en soluciones hipertónicas o isotónicas

## Teorías físicas
Estas teorías señalan como responsables del ascenso de savia a las células muertas del xilema.

### Teoría de imbibición
Esta teoría fue propuesta por Unger en 1868. La imbibición es un proceso físico de absorción de moléculas de agua o líquidos por sustancias hidrofílicas de la célula, que hace que las células se hinchen. 
Las sustancias hidrofílicas atraen las moléculas por fuerzas intermoleculares, algunas de estas sustancias hidrofílicas son: la celulosa, el protoplasma, el almidón, las proteínas, los polipéptidos y los coloides. 
El ascenso por la fuerza de imbibición se genera en las paredes de las células del xilema por la posesión de coloides hidrofílicos. El movimiento de agua es muy lento y la presión es suficiente para acarrear agua a cualquier distancia (100-1,000 atm). Un ejemplo claro se da en el hinchamiento de una puerta de madera.
Una objeción es que el agua se desplaza por el lumen y no por las paredes, como sugiere la teoría.

### Teoría de capilaridad
Propuesta por Boehm en 1809. Esta teoría propone que los vasos se van a semejar a un tubo capilar y que el agua subirá por los tubos estrechos del xilema por fuerza de capilaridad. Los factores que gobiernan la tasa de movimiento por capilares se expresan en la Ley de Poseuille,
{\displaystyle Jv={\frac {\pi r^{4}\Delta P}{8nl}}}
Ley de Poseuille, donde: n=viscosidad; ∆P/1=gradiente de presión medio a lo largo del capilar;r=radio de capilaridad; y l=largo
que señala que el volumen de fluido moviéndose por unidad de tiempo a lo largo de un cilindro es proporcional al poder de avance de su radio y el movimiento depende linealmente en la caída de la presión hidrostática. 
Objeciones:
- Los vasos son semejantes a un cilindro que tiene paredes terminales.
- Los vasos cortos muestran menos conductividad que la calculada para tubos con extremos abiertos.
- El sistema vascular no está abierto al aire en su extremo superior por lo tanto los vasos no son análogos a un capilar.
- La magnitud de la fuerza de capilaridad es muy baja, lo cual no explicaría el ascenso en árboles de gran altura.
- Los vasos en primavera con lúmenes más amplios proporcionan más conducción del agua en comparación con los vasos de otoño con lúmenes más pequeños; con lo cual se contradice la ley de la capilaridad.

### Presión atmosférica
Señala que el agua que es transpirada por las hojas reduce la presión en las células del xilema y este vacío se llena por el agua justo debajo de él debido a la presión atmosférica. Para que opere la presión atmosférica, se necesita una superficie libre en el extremo inferior (que en realidad no está presente). 
Debido a la pérdida de agua por transpiración, las hojas extraen agua de los vasos del xilema a través de la presión osmótica, lo que crea una especie de vacío en los vasos. La presión atmosférica que actúa sobre el agua en el suelo, obliga al agua a levantarse en los vasos del xilema para llenar el vacío; pero la presión atmosférica puede forzar el agua a una altura de sólo 10 metros, por lo que es evidente que la presión atmosférica por sí sola no puede impulsar el agua a una altura de 100 metros o más. El tallo se va a rellenar verticalmente. 
Objeciones:
- Puede elevar agua hasta 34 pies (10.36m), lo que no explicaría el ascenso en plantas de mayor tamaño como las coníferas.
- Para que pueda operar se necesita superficie libre en el extremo inferior, es decir que no presente raíces.